# 리차드 벨저
리처드 벨저(Richard Belzer, 1944년 8월 4일 ~ 2023년 2월 19일)는 미국의 배우, 작가, 각본가이다. 2023년 2월 19일 순환 호흡기계 질환의 합병증으로 사망했다.

## 출연 작품
- 메소드 투 더 매드니스 오브 제리 루이스 (2011년)
- 폴리쉬 바 (2010년)
- 산토리니 블루 (2010년)
- 카피 댓 (2006년)
- 리얼 타임 위드 빌 마허 (2003년) - 본인 역
- 스피시즈 2 (1998년)
- 더블 플레이 (1996년) - 마리아노 역
- 버스를 타라 (1996년)
- 걸 식스 (1996년)
- 프린스 포 어 데이 (1995년)
- Not of This Earth (1995)
- 인베이더 (1995년)
- 에이리언 마스터 (1994년)
- 형사 매드독 (1993년)
- 스네이크 아이 (1993년)
- 유산의 비밀 (1991년)
- 경마장의 비밀 (1991, Off and Running)
- 허영의 불꽃 (1990년)
- 할리우드의 출세기 (1989년)
- 후레치 2 (1989년)
- 더 롱 가이즈 (1988년)
- 고속도로 살인사건 (1988년) - 닥터 데이비드 래저러스 역
- 아메리카 (1986년)
- 스카페이스 (1983년)
- 뉴욕의 사랑 (1982년)
- 스튜던트 바디스 (1981년)
- 페임 (1980년)
- 더 그루브 튜브 (1974년)

### 텔레비전
- 초인 플래시 (1990-91)
- Lois & Clark: The New Adventures of Superman (1994)
- 로앤오더 (1996-2000)
- 더 데일리 쇼 (1997-2008) - 초대손님
- 성범죄수사대: SVU (1999-2016)
- 못말리는 패밀리 (2006)